# Голвеј (Њујорк)
Голвеј (енгл. Galway) град је у америчкој савезној држави Њујорк.

## Демографија
По попису из 2010. године број становника је 200, што је 14 (-6,5%) становника мање него 2000. године.
| Група             | 2000.       | 2010.       |
| Белци             | 213 (99,5%) | 198 (99,0%) |
| Афроамериканци    | 0 (0,0%)    | 0 (0,0%)    |
| Азијати           | 0 (0,0%)    | 0 (0,0%)    |
| Хиспаноамериканци | 0 (0,0%)    | 2 (1,0%)    |
| Укупно            | 214         | 200         |